# Rumena golobica
Rumena golobica (znanstveno ime Russula claroflava) je gliva iz rodu golobic (Russula).
To vrsto je prvi leta 1888 opisal William Bywater Grove. Njeno znanstveno ime izhaja iz latinskih besed clarus, 'svetel' ali 'prozorna' ter flavus, 'svetlo rumen'.

## Značilnosti
Rumena golobica je srednje velika golobica z rumenim klobukom, ki doseže premer od 4 do 10 cm in je sprva izbočen, skoraj polkrogel, nato pa se zravna na temenu. Pri starih gobah postane osredje nekoliko udrto. Kožica na klobuku je gladka, intenzivno rumena, lupljiva, precej trda in debela.ž
Trosovnica je sestavljena iz srednje gostih, širokih lističev, ki so pripeti na bet. Sprva so beli, kasneje porumenijo in pri starih primerkih posivijo. 
Bet je poln in sprva bel, star pa posivi. V višino zraste od 4 do 6 cm, premer pa ima od 1 do 2 cm. Običajno je rahlo ukrivljen, v dnišču pa rahlo rumenkast.
Meso teh gob je belo in sčasoma posivi ter potemni. Je milega okusa in prijetnega vonja.
Kemične reakcije na mesu klobuka:
- železov sulfat: rožnato do vinsko rdeča
- gvajak: zelena
- fenol: rožnato rdeča[2]

## Razširjenost in življenjski prostor
Rumena golobica raste skupinsko pod brezami in redkeje tudi pod jelšami od poletja do jeseni. Najdemo jo po Evropi in Severni Ameriki, v Sloveniji ni preveč pogosta.

## Mikroskopske značilnosti
Trosni odtis je belkasto okraste barve. Trosi so široko elipsasti s številnimi bradavicami, ki so povezane z grebeni. Merijo 6,8–9,1 x 5,6–6,9 μm.

## Podobne vrste
- siveča golobica (Russula decolorans) ima oranžen ali rdečkast klobuk in raste med borovnicami
- okrasta golobica (Russula ochroleuca) ima pekoč okus
- sončna golobica (Russula solaris) ima rumen klobuk, ki pa je nekoliko manjši in ima bolj nažlebkano obrobje, meso je izrazito pekočega okusa
- medlorumena mušnica (Amanita junquillea) je strupena in ima bele krpice na klobuku, obroček na betu in v dnišču ostanek volve.

## Uporabnost
Užitna. Kulinarično spada med dobre gobe in je primerna za najrazličnejše jedi in za konzerviranje.

## Galerija slik
- ilustracija
- klobuk, lističi in bet
- trosi